# Asagena americana
Asagena americana es una especie de araña del género Asagena, familia Theridiidae, orden Araneae. La especie fue descrita científicamente por Emerton en 1882.
La especie se mantiene activa durante todos los meses del año excepto en diciembre.

## Descripción
Los machos miden 3,2-4,4 milímetros de longitud y las hembras 3,5-4,7 milímetros.

## Distribución
Se distribuye por Estados Unidos, México, China y Canadá.